# 黑口副仙女魚
黑口副仙女魚，為輻鰭魚綱仙女魚目合齒魚亞目副仙女魚科的其中一種，分布於東印度洋澳洲海域，體長可達31.9公分，為深海底棲性魚類，棲息在底層水域，生活習性不明。

## 擴展閱讀
維基物種上的相關：黑口副仙女魚